# Alyssum pseudomouradicum
Alyssum pseudomouradicum är en korsblommig växtart som beskrevs av Heinrich Carl Haussknecht, Joseph Friedrich Nicolaus Bornmüller och Julius Baumgartner. Alyssum pseudomouradicum ingår i släktet stenörter, och familjen korsblommiga växter. Inga underarter finns listade i Catalogue of Life.